# Лесной Мол Створный Задний
Лесной Мол Створный Задний — маяк, расположенный в Санкт-Петербурге (Россия) на берегу Финского залива (Балтийское море). 
Имея высоту 73 метра (76 метров над уровнем моря), является четвёртым по высоте «традиционным» маяком в мире, самым высоким маяком в России и самым высоким створным (то есть, обязательно работающим в паре) маяком в мире. Строительство маяка такой высоты на Лесном молу было предложено Евгением Гницевичем в 1986 году. Впоследствии это предложение было реализовано. «Напарники» маяка — Лесной Мол Створный Передний (собственная высота — 16 метров, над уровнем моря — 21 метр) и Лесной Мол Створный Средний (собственная высота — 24 метра, над уровнем моря — 26 метров). 
Лесной Мол Створный Задний находится на территории верфи и обеспечивает безопасный вход судов из Морского канала в одну из технических бухт города. Маяк сделан из бетона, имеет форму цилиндра, немного сужающегося кверху. Окрашен в горизонтальные красно-белые полосы, на верхушке имеются три площадки-галереи. Световая характеристика огня — красный свет, гаснущий каждые 4 секунды (Oc R 4s.).